# José Luis Verdegay Galdeano
José Luis Verdegay Galdeano es Profesor Emérito de la Universidad de Granada. Licenciado en Matemáticas, Doctor en Ciencias, y Catedrático de Ciencias de la Computación e Inteligencia Artificial desde 1990 hasta 2023, en la actualidad dirige el Grupo de Investigación sobre Modelos de Decisión y Optimización (MODO).
Ha desempeñado diferentes cargos en la Universidad de Granada —en el Instituto de Desarrollo Regional, en el Departamento de Ciencias de la Computación e Inteligencia Artificial y en el rectorado como Delegado del Rector para las TIC—, así como en el II Plan Nacional de Investigación del Ministerio de Educación y Ciencia, la Asociación Española de Tecnologías y Lógica Fuzzy, en la Agencia Nacional de Evaluación de la Calidad y Acreditación (ANECA) y en la Asociación Universitaria Iberoamericana de Postgrado (AUIP).
En la actualidad es miembro de diferentes Comités Editoriales de revistas científicas, entre ellas el International Journal Fuzzy Sets and Systems, el International Journal of Uncertainty, Fuzziness and Knowledge-Based Systems (IJUFKS),  Fuzzy Optimization and Decision Making, Iranian Journal of Fuzzy Systems, Control and Cybernetics, Memetic Computing y Suma de Negocios. 
Editor, coeditor o autor de 29 libros sobre temas de su especialidad, ha publicado más de 400 artículos científicos en revistas, conferencias y libros de su campo de interés y en medios de comunicación y divulgación como El Blog de Studia XXI, IDEAL, La Nación, The Conversation, Nova Ciencia o TELOS. Asimismo ha desarrollado una intensa actividad como conferenciante.
José Luis Verdegay es Doctor «Honoris Causa» por la Universidad Central Marta Abreu de las Villas en Cuba, miembro correspondiente de la Academia de Ciencias de Cuba, Investigador Distinguido del Instituto Internacional de Investigaciones en Inteligencia Artificial de la Universidad de Estudios Internacionales de Hebei (República Popular China) y tiene la categoría docente especial de Profesor Invitado de la Universidad Tecnológica de La Habana, de la Universidad Central Marta Abreu de las Villas y de la Universidad de Holguín, todas de Cuba. También es Huésped Distinguido de la Universidad Nacional de Trujillo (Perú), «IEEE Senior Member» y «fellow» de la International Fuzzy Systems Association (IFSA).